# Aci, Galatea e Polifemo
Aci, Galatea e Polifemo és el nom d'una cantata dramàtica (HWV 72), també denominada serenata, de Georg Friedrich Händel. Fou composta el1708. Possiblement va ser encarregada per Aurora Sanseverino, duquessa de Laurenzana per a les noces del duc d'Alvito, Ptolemeu Saverio Gallo i Beatrice de Montemiletto, princesa d'Acaja i neboda de la duquessa Aurora.
El llibret està escrit en italià per Nicola Giuvo, secretari privat i assessor de literatura de la duquessa. Händel va acabar la partitura el 16 de juny de 1708 i es va estrenar el 19 de juliol del mateix any a Nàpols. El paper de Polifem (Polyphemus), les accions de les quals tenen conseqüències letals per a Aci (Acis), és especialment notable per la vasta gamma vocal i la singular agilitat que requereix. En la seva ària satírica, lenta i pesada, "Fra l'ombre e gl'orrori", la veu oscil·la entre un re greu de baix i el la agut. En l'estrena podria ser que el paper l'hagués interpretat pel baix Antonio Manna, un cantant de la capella de la cort de Viena.

## Argument
La trama de l'obra és gairebé idèntica a la de l'obra posterior de Händel Acis i Galatea (HWV 49, probablement de 1718). S'hi desenvolupa una història basada en l'obra del poeta grec de Sicília Teòcrit escrita cap a l'any 275 aC sobre l'amor de Polifem, un cíclope, i Galatea, una nimfa. Quan aquesta el va rebutjar en favor d'Acis, un pastor sicilià, el gelós Polifem el va matar llançant-li una pedra. Desesperada pel dolor, Galatea va transformar la seva sang en el riu Acis (a Sicília). Segons algunes versions, Galatea va acabar sent mare amb Polifem de Gàlata, Celto i Il·liri, déus epònims dels gàlates, els celtes i els il·liris, respectivament.